# Heinrich Göseken
Heinrich Göseken (13 de abril de 1612 em Hanôver - 4 de dezembro de 1681) foi um pastor luterano germano-báltico, entusiasta da língua, poeta e tradutor ocasional. Ele é creditado por escrever uma gramática da língua estoniana, bem como um dicionário latim-estoniano-alemão.
Entre 1631 e 1634 ele estudou na Universidade de Rostock.
Em 1637 ele foi para Tallinn. Ele aprendeu rapidamente língua estoniana e trabalhou no oeste da Estónia como pastor de Kirbla (1638), Risti e Harju-Madise (1639-1641) e Kullamaa (1641-1681). Entretanto, em 1647, tornou-se reitor da reitoria Maa-Lääne e, em 1659, um assessor do Consistório de Tallinn.
Ele foi enterrado na Igreja de Kullamaa.

## Obra
Em 1641 ele escreveu o poema: "Heh sel ke Jumlakartus sees" ('Aquele que teme a Deus'), um dos primeiros poemas em língua estoniana. Mais tarde 1656 viria a publicar "Neu Ehstnisches Gesangbuch" ('Novo Livro de Canções da Estónia').
Em 1660 ele publicou a gramática da língua estoniana: "Manuductio ad Linguam Oesthicam"/"Anführung zue Öhstnischen Sprache" ('Introdução à língua estoniana'). Este livro de gramática consistia também num glossário de palavras estonianas, sendo o léxico estoniano mais extenso do século XVII.